# 坂田昌熾
坂田 昌熾（さかた まさあき / まさたる、1851年（嘉永4年1月）- 1908年（明治41年）3月30日）は、幕末の長州藩奇兵隊士、明治期の海軍軍人・政治家。衆議院議員。最終階級は海軍少佐。通称・次郎。号・琴所。

## 経歴
周防国熊毛郡伊保庄南村（山口県熊毛郡伊保庄南村、阿月村を経て現柳井市阿月）で、長州藩寄組で阿月領主浦氏の家臣の家に生まれた。赤禰武人、岡村熊七らに学んだ。奇兵隊に所属し四境戦争に従軍した。
明治維新後、大阪、東京で英語を学んだ。1874年（明治7年）1月、海軍に出仕し海軍少尉補に任官。神風連の乱・萩の乱の鎮定、西南戦争に従軍した。
以後、水路部測量班長、軍事部勤務、参謀本部海軍部第1局員、艦隊対戦演習取調委員、大演習審判官陪従、兵器部次長、横須賀軍港司令官副官、軍法会議判士長、迅鯨艦副長、鳳翔艦長、海軍造兵廠火薬科長などを歴任。この間、米国に留学。1893年（明治26年）6月、海軍少佐で予備役に編入。1897年（明治30年）12月、後備役、1902年（明治35年）12月に退役した。
1894年（明治27年）3月、第3回衆議院議員総選挙（山口県第4区、国民協会）では次点で落選。同年9月の第4回衆議院議員総選挙（山口県第4区、無所属）で当選し、衆議院議員に1期在任した。
1908年3月、東京で死去した。

## 親族
- 養子・甥 坂田幹太（内務官僚、貴族院勅選議員）[8]